# Fédération vénézuélienne de rugby à XV
La Fédération vénézuélienne de rugby à XV (officiellement en espagnol : Federación Venezolana de Rugby) est l'instance qui régit l'organisation du rugby à XV au Venezuela.

## Historique
Les premiers pas du rugby au Venezuela remontent à 1974 ; un championnat national est organisé à partir de 1976. La Federación Venezolana de Rugby est finalement fondée le 26 juin 1992.
Elle intègre dès sa première année la Fédération internationale de rugby amateur jusqu'en 1999, date à laquelle cette dernière réduit son périmètre d'action au continent européen. En parallèle, elle devient membre de la Confederación Sudamericana de Rugby, organisme sud-américain du rugby. Elle intègre en 1992 la Fédération internationale de rugby amateur, jusqu'en 1999, date à laquelle cette dernière réduit son périmètre d'action au continent européen.
La fédération devient en octobre 1998 membre de l'International Rugby Board, organisme international du rugby,.
Elle est officiellement reconnue par le ministère des Sports (es) en 2005, puis devient membre du Comité olympique vénézuélien le 1er février 2010.

## Infrastructures
Le rugby vénézuélien est organisé autour de zones régionales : Nord-oriental, Andes, Centre et Centre-occidental.